# Залужжя (Красногородський район)
Залужжя (рос. Залужье) — присілок в Красногородському районі Псковської області Російської Федерації.
Населення становить 19 осіб. Входить до складу муніципального утворення Красногородська волость .

## Історія
Від 2015 року входить до складу муніципального утворення Красногородська волость .

## Населення
| 2001 | 2002 | 2010 |
| ---- | ---- | ---- |
| 26   | ↘19  | ↗21  |